# Oonivoo
OONIVOO was een restaurant in de Nederlandse plaats Uden. Sinds 1 januari 2016 was dit restaurant, toen nog onder de naam 't Raadhuis, in het bezit van vinoloog Marco van Bergen. Na een verbouwing werd het restaurant onder de nieuwe naam OONIVOO op 9 augustus 2017 geopend door de Udense burgemeester Hellegers.
Op 17 december 2018, bij de uitreiking van de Michelinsterren voor 2019, ontving OONIVOO een Michelinster.
De Michelinster werd binnengehaald onder leiding van chef-kok Thijs Berkers. Toen die eind mei 2021 de overstap naar het klaslokaal verkoos, werd hij opgevolgd door de voormalige sous-chef Jasper Kox.  
Op 30 mei 2022 raakten ze hun ster kwijt. Op 6 september 2023 werd bekendgemaakt dat het restaurant per 1 januari 2024 de deuren zal sluiten.